# Aeropuerto Internacional de Windhoek Hosea Kutako
El Aeropuerto Internacional de Windhoek Hosea Kutako (IATA: WDH, OACI: FYWH) es el principal aeropuerto que sirve a la capital de Namibia, Windhoek. Ubicado a 45 kilómetros al este de la ciudad, es el principal aeropuerto de Namibia en vuelos internacionales y atendió a 672.582 pasajeros en 2007. El aeropuerto recibe su nombre del líder Herero Hosea Kutako.
Durante la ocupación sudafricana de Namibia, el aeródromo recibía el nombre de aeropuerto J.G. Strijdom, en honor al primer ministro sudafricano pro-apartheid.
Pocos o ningún vuelo nacional pasa por el aeropuerto Hosea Kutako puesto que estos suelen ser atendidos en el pequeño Aeropuerto Eros. Autobuses públicos unen ambos aeropuertos entre ellos y con el centro de Windhoek. Los turistas pueden también alquilar coches en el aeropuerto. Hay muy pocas tiendas en la terminal, vendiendo comida, refrescos, y recuerdos.
La pista principal 08/26 es una de las más largas de África y del mundo con 4,532 m (14,869 pies).

## Aerolíneas y destinos

### Destinos nacionales
| Aerolíneas        | Destinos                                                    |
| ----------------- | ----------------------------------------------------------- |
| FlyNamibia        | Walvis Bay                                                  |
| FlyNamibia Safari | Etosha, Mokuti Lodge, Swakopmund, Sossusvlei, Twyfelfontein |

### Destinos internacionales
| Ciudades por países | Nombre del aeropuerto                        | Aerolíneas                                | Aeronaves   | Frecuencias semanales |        |
| África              | África                                       | África                                    | África      | África                | África |
| ------------------- | -------------------------------------------- | ----------------------------------------- | ----------- | --------------------- | ------ |
| Angola              |                                              |                                           |             |                       |        |
| Luanda              | Aeropuerto Internacional Quatro de Fevereiro | TAAG Angola Airlines                      | DHC-8 Q400  |                       |        |
| Etiopía             |                                              |                                           |             |                       |        |
| Adís Abeba          | Aeropuerto Internacional Bole                | Ethiopian Airlines                        | B7x7        |                       |        |
| Sudáfrica           |                                              |                                           |             |                       |        |
| Ciudad del Cabo     | Aeropuerto Internacional de Ciudad del Cabo  | Airlink FlyNamibia                        | E           |                       |        |
| Johannesburgo       | Aeropuerto Internacional de Johannesburgo    | Airlink South African Airways             | E1 A320-232 |                       |        |
| Zimbabue            |                                              |                                           |             |                       |        |
| Cataratas Victoria  | Aeropuerto Victoria Falls                    | Discover Airlines (estacional) FlyNamibia | A330ceo     |                       |        |
| Europa              |                                              |                                           |             |                       |        |
| Alemania            |                                              |                                           |             |                       |        |
| Fráncfort           | Aeropuerto de Fráncfort del Meno             | Discover Airlines                         | A330ceo     |                       |        |

## Estadísticas
Ver fuente y consulta Wikidata.

## Galería

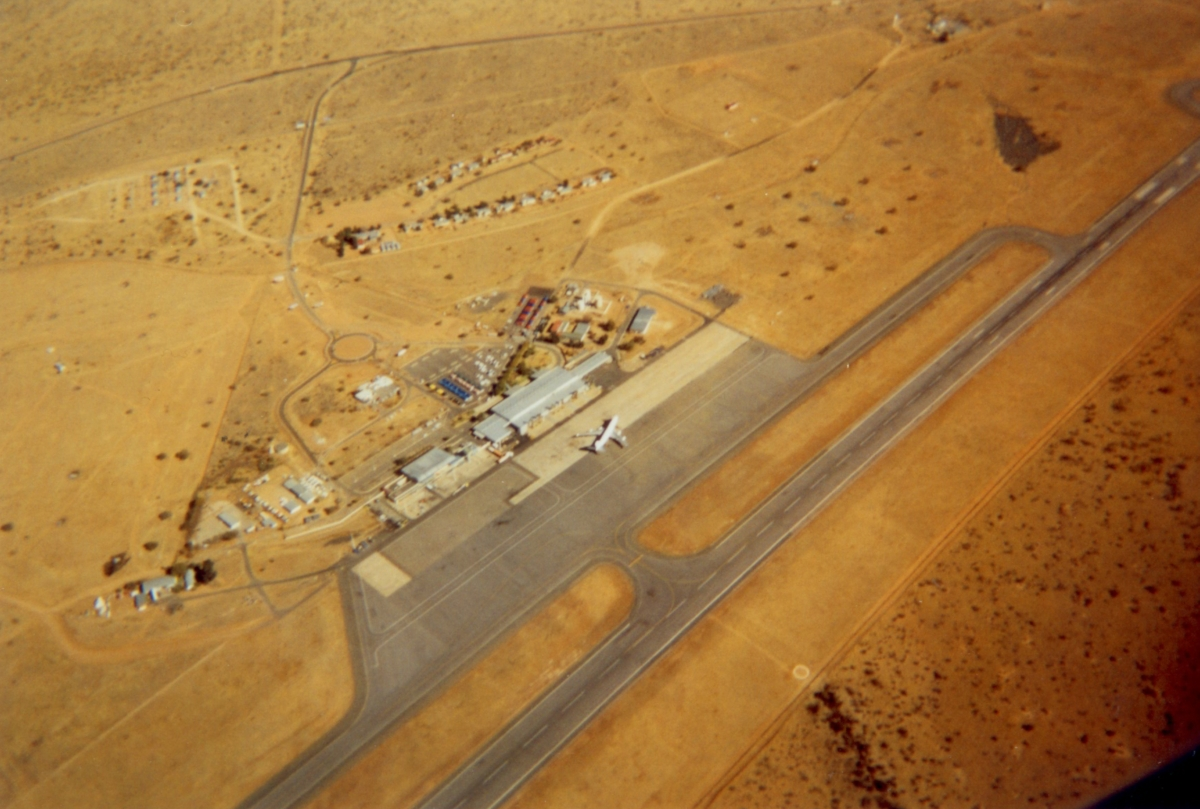
Aeropuerto Internacional Hosea Kutako visto desde el aire
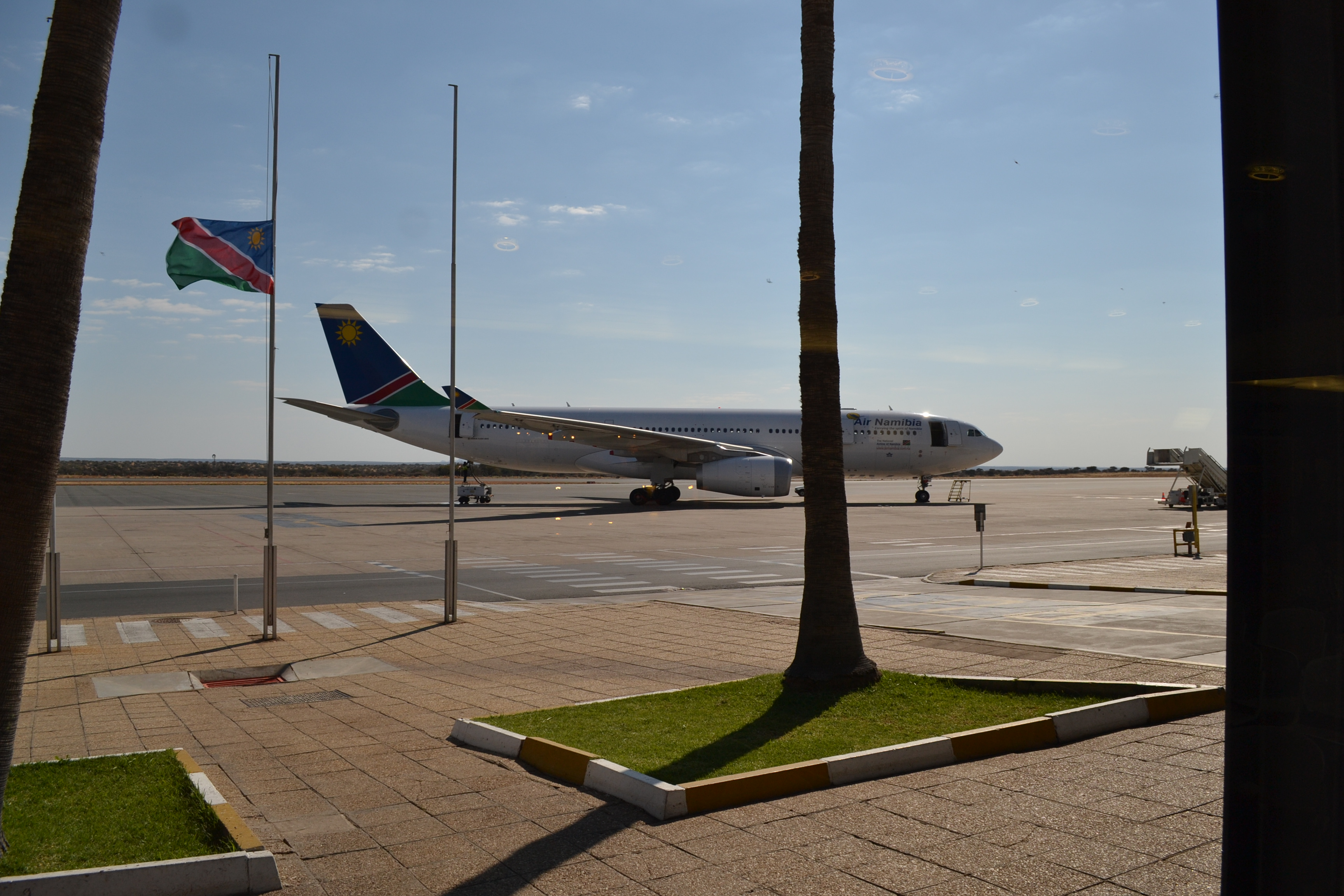
Airbus A330 de Air Namibia en el Aeropuerto Internacional Hosea Kutako de Windhoek, Namibia
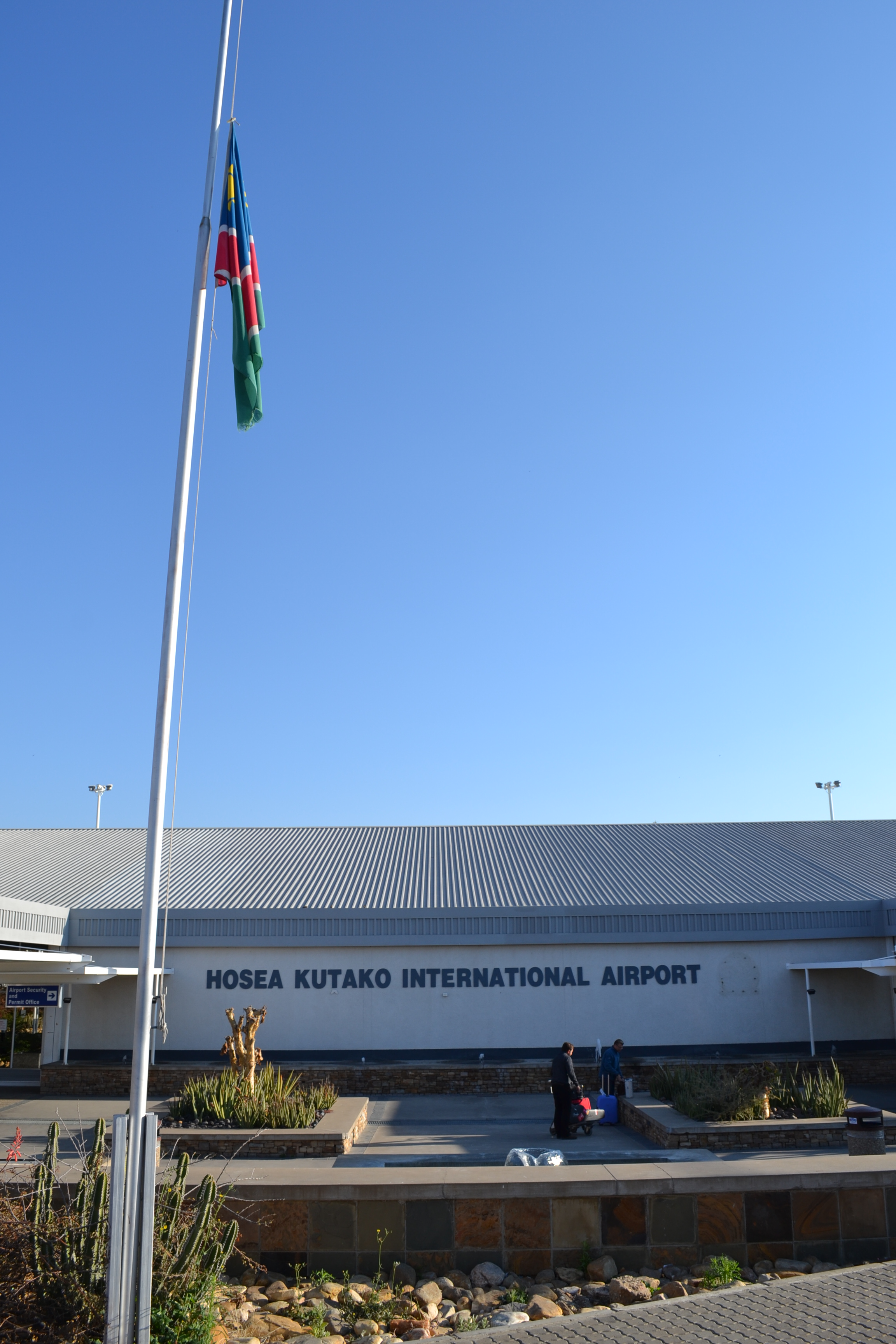
Aeropuerto Internacional Hosea Kutako de Windhoek, Namibia
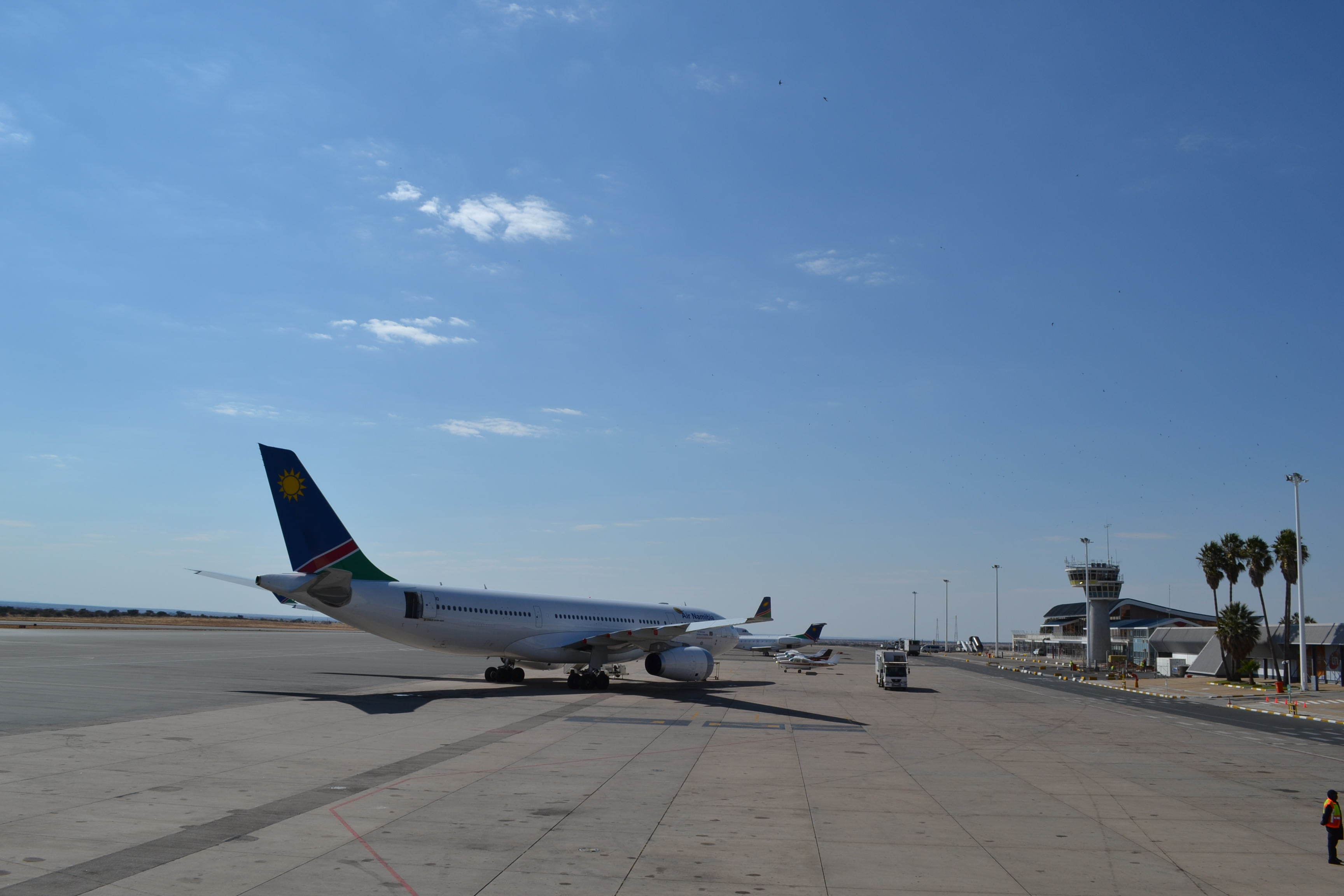
Plataforma del Aeropuerto Internacional Hosea Kutako en Windhoek, Namibia
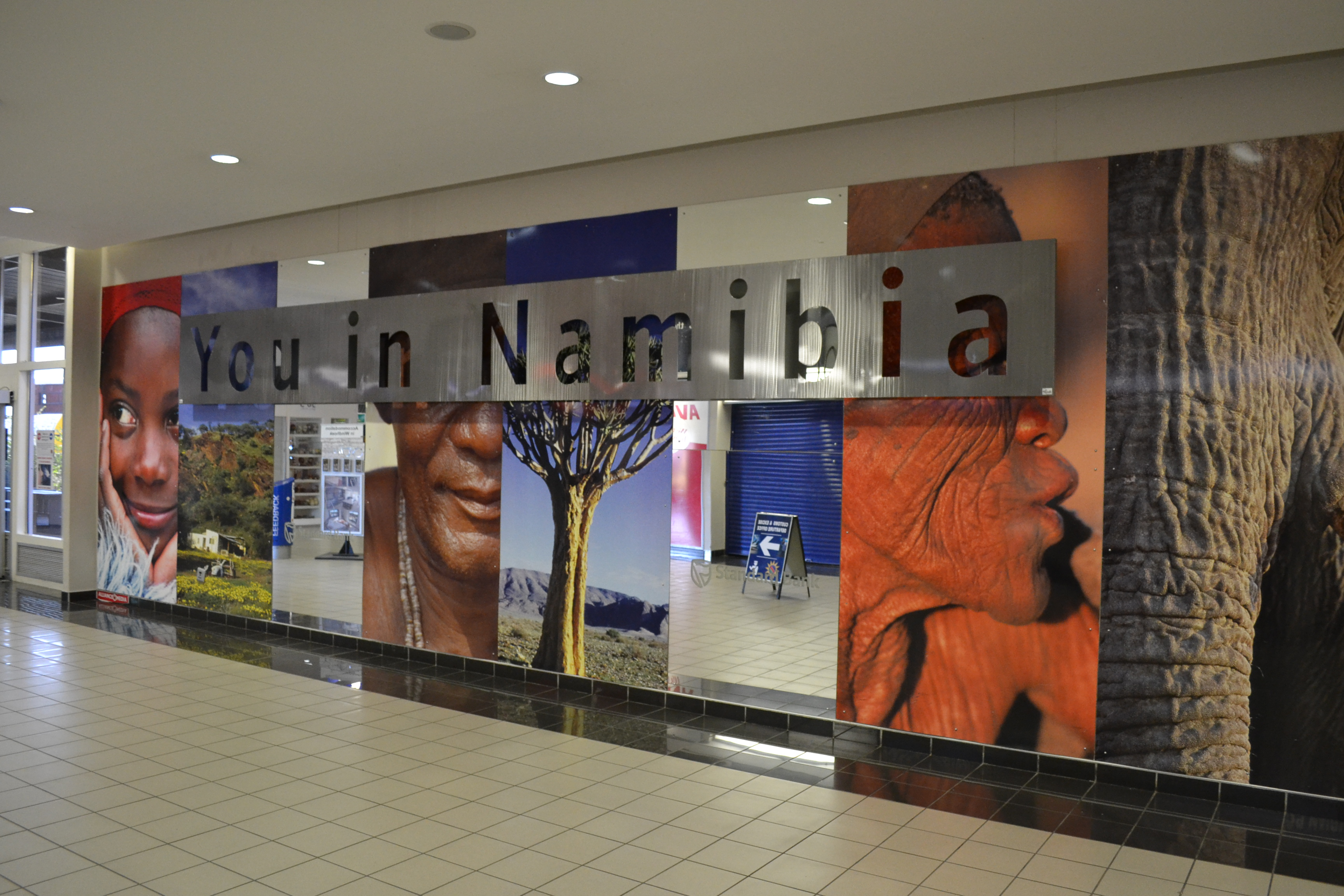
Aeropuerto Internacional Hosea Kutako en Windhoek, Namibia
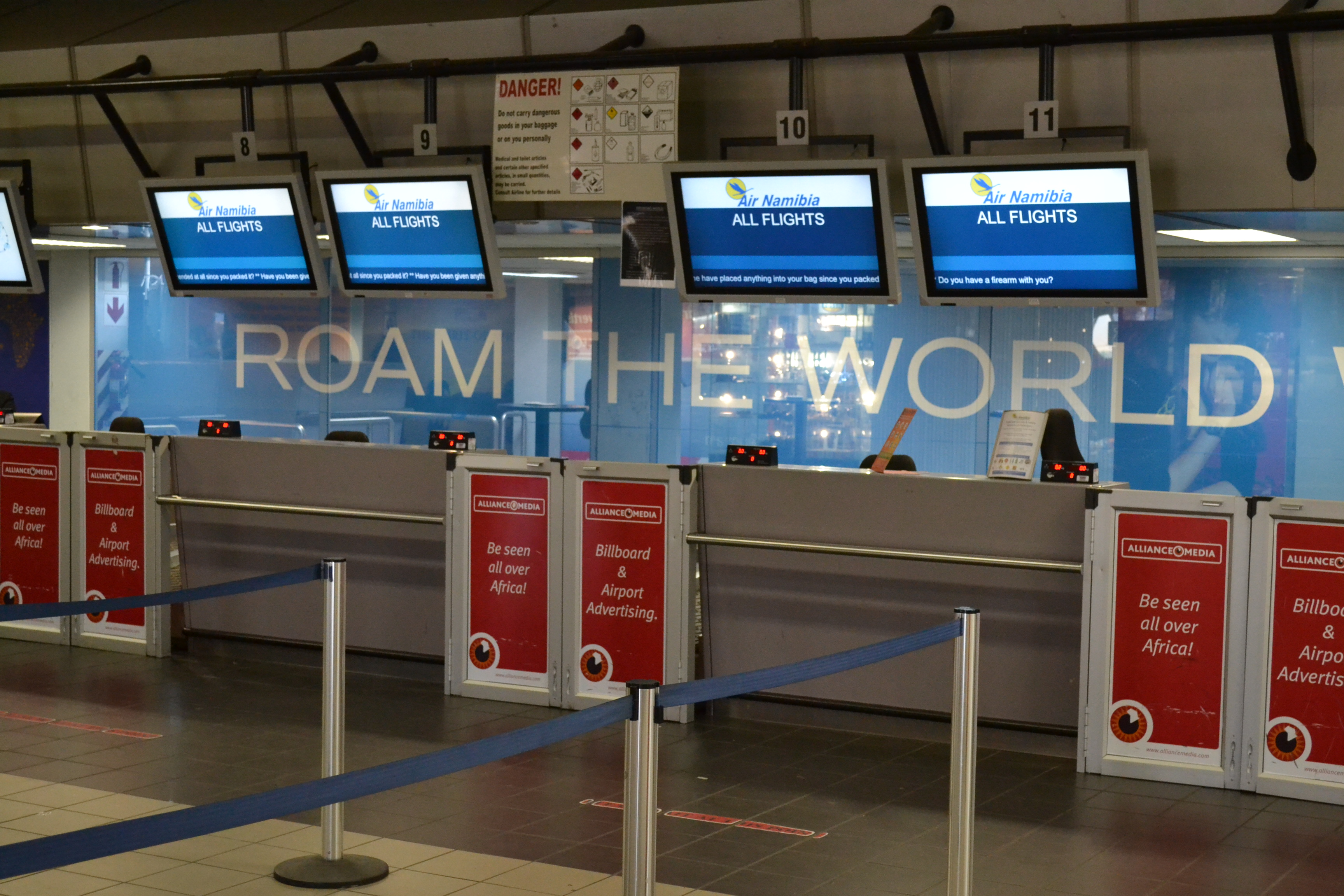
Mostradores en el Aeropuerto Internacional Hosea Kutako en Windhoek, Namibia